# 守護生命的故事系列
《守護生命的故事系列》（英語：Guardians of Life Series）是香港電視廣播有限公司拍攝製作的健康資訊節目系列，由吳啟華擔任主持。
本節目系列共分為兩輯：第一輯名為《守護生命的故事》，共分為18集；第二輯名為《守護生命的故事2》，共分為15集。

## 播出時間
本節目系列共分為兩輯：第一輯及第二輯分別於2013年12月23日至2014年1月16日（2014年1月1日暫停播映）及2014年10月20日至11月7日，兩輯節目均在翡翠台及高清翡翠台逢星期一至五22:30-23:00播出。

## 外部連結
- 無綫電視節目網頁 - 守護生命的故事(第一輯)（页面存档备份，存于）
- 無綫電視節目網頁 - 守護生命的故事(第二輯)（页面存档备份，存于）